# テーパリングクラウド

寒冷前線上に次々と生まれるテーパリングクラウド（北米東部にて、ノーイースターによるもの）

テーパリングクラウド（Tapering cloud）とは、梅雨や秋雨の時期などに現れる毛筆型もしくはにんじん型（いわゆる逆三角形）をした雨雲。taperとは「先の尖った」の意味。

ただし「気象庁が天気予報等で用いる予報用語」でテーパリングクラウドは使用を控える用語とされ、解説用語としては「にんじん状の雲」としている。
この積乱雲や、かなとこ雲の上部にある巻雲の下では激しい雨や雷、突風などの気象現象が見られることが多く、しばしば豪雨の原因ともなる。線状エコーの一種。雲の水平移動速度は小さいが、対流域内の上昇気流の速度は大きい。
この雲は、上空に乾燥した空気、下層に湿った空気が存在する成層不安定の状態で、上空では西風が吹いており発散が見られること、下層では暖湿流の移流と収束が見られることなど、積乱雲が効率よく発生する条件が整うと発生する。
雲の先端部分で常に新しい積乱雲が生まれ、後部には世代交代により復活した雲が並んでいる。雲の持続時間は最大10時間程度である。この雲がどこに発生するかということは、局地的な積乱雲の予測と同じように難しい。ただ、発生の約1日前くらいまでならば、この雲が発生しやすい気象状況が起こるおおよその場所を予測できる。
この雲は、先端部分は移動せずに雲が沸き続けて後方だけ広がっていくパターンが多い。また、雲の塊ごと上層の風にあわせて移動するパターン、風上側に向かって雲の沸き出す部分が更に広がってくるパターンもある。